# Oxford (wieś w stanie Wisconsin)
Oxford – wieś w Stanach Zjednoczonych, w stanie Wisconsin, w hrabstwie Marquette.